# GIFT (ミュージカル)
GIFT（ギフト）は、2006年から2008年にかけて毎年年末に公演されたオリジナルミュージカル作品である。

## 物語
サンクロース、絶滅の危機！
そこで、あるトナカイが大胆な提案をした。プレゼント配りのアシスタントとして、夢を大切にする心を持ったフリーターをアルバイトに雇おうというのだ。
さっそくリーダー格のマリアンヌが見守る中、サンタクロースと共に子供の心を守るため、日夜働いている忍者隊が3人をリクルートする。
クリスマスイブの夜、フリーターたちは、心優しいサンタたちと一緒に街中を飛びまわり、傷ついた子供たち、そして大人たちの心を知るのだが……。

## 2008年公演のスタッフ
- 原作：篠原久美子
- 作詞作曲：沢田知可子/小野澤篤
- 演出：栗原崇
- プロデューサー：金晃生/木村基子
- 演奏：松浦美佳/林仁/栗山豊二/牛山玲名

## 2008年公演の主なキャスト
- サンタクロース：岸田敏志
- マリアンヌ：森川美穂
- 彩香：ANZA
- 治：小田マナブ
- 里奈：本田有花
- 孝二郎：別所ユージ
- トナカイ：剣持直明
- 昴：進藤学
- 幻八郎：松永一哉
- 孝二郎の母：明樹由佳
- 彩香の父：西原純
- 田代（里奈の姉弟子）：神田麻衣
- 治の教師：朝比奈慶
- アンサンブル：石川祐司、梶原有一朗、真島邦英、山本真広、安部美佳、大隣さやか、岡村麻未、真田慶子
- 子役：佐々木泰喜、高瀬育海、森大悟、小倉優佳、木村奏絵、横山風美花